# Elia Benedettini
Elia Benedettini (født 22. juni 1995) er en fodboldspiller fra San Marino som spiller for den Italienske Serie B klub Novara.